# Lodè
Lodè (sardinski: Lodè) je grad i općina (comune) u pokrajini Nuoru u regiji Sardiniji, Italija. Nalazi se na nadmorskoj visini od 345 metara i ima 1 692 stanovnika.
 Prostire se na 123,45 km². Gustoća naseljenosti je 14 st/km².
Susjedne općine su: Fonni i Gavoi.